# Sandra Fiete
Sandra Jeanne Fiete (Chicago, 23 febbraio 1938 – Cottonwood, 18 febbraio 2013) è stata una cestista statunitense.

## Carriera
Vinse la medaglia d'oro con gli Stati Uniti ai Giochi panamericani di San Paolo 1963.